# AC/DC
AC/DC là một ban nhạc rock người Úc được thành lập vào năm 1973 bởi 2 anh em gốc Scotland Malcom và Angus Young. Mặc dù âm nhạc của nhóm thường được miêu tả là hard rock, blues rock và heavy metal, nhưng theo lời từ chính AC/DC thì nhạc của họ chỉ đơn giản là "rock and roll".
Đội hình của AC/DC đã trải qua nhiều lần thay đổi nhân sự trước khi album đầu tiên của nhóm mang tên High Voltage ra đời vào ngày 17 tháng 2 năm 1975. Đội hình của ban dần ổn định với anh em nhà Young cùng sự góp mặt của ca sĩ Bon Scott, tay bass Mark Evans và tay trống Phil Rudd. Evans bị ban nhạc sa thải vào năm 1977 và bị thể chỗ bởi Cliff William – người từng xuất hiện trong mọi album của AC/DC kể từ Powerage (1978). Tháng 2 năm 1980, Bon Scott đột tử vì bị ngộ độc rượu cấp tính sau một đêm uống quá nhiều rượu. Ban nhạc sau đó định cân nhắc tới việc giải tán, nhưng rồi quyết định sẽ cùng nhau duy trì hoạt động. Họ đã đưa về giọng ca lâu năm của Geordie, Brian Johnson để thay thế cho vị trí mà Scott bỏ lại. Cuối năm đó, ban nhạc phát hành album thứ 7 Back in Black để tri ân Scott. Album đã đưa tên tuổi của họ lên tầm cao mới và trở thành một trong những album bán chạy nhất mọi thời đại.
Dự án album thứ 8 của ban, For Those About to Rock We Salute You là album đầu tiên của họ giành được ngôi quán quân tại Mỹ. Trước khi phát hành Flick of the Switch (1983), Phil Rudd rời ban nhạc và bị thế chỗ bởi Simon Wright, kế đến Wright lại bị thay thế bởi Chris Slade vào năm 1989. AC/DC một lần nữa gặt hái thành công về mặt thương mại với dự án album The Razors Edge vào đầu những năm 1990. Phil Rudd trở lại ban nhạc vào năm 1994 để thế chỗ Slade và xuất hiện trong 5 album kế tiếp của nhóm. Album phòng thu thứ 15 Black Ice của AC/DC là album bán chạy thứ 2 của năm 2008 và nhạc phẩm hit đình đám của ban kể từ For Those About to Rock, về sau đã đoạt ngôi quán quân toàn thế giới.
Đội hình của AC/DC vẫn cố định suốt 20 năm, cho đến năm 2014 thì Malcom giải nghệ vì mắc chứng suy giảm trí nhớ trước khi già rồi qua đời vào năm 2017, còn Rudd thì dính dáng đến các vấn đề pháp lý. Vị trí của Malcom được thay thế bởi người cháu trai Stevie Young, anh có màn ra mắt trong album Rock or Bust năm 2014 của AC/DC; và cả chuyến lưu diễn nhằm quảng bá album, trong khi Chris Slade quay trở lại để khỏa lấp chỗ trống của Rudd. Năm 2016, Johnson được khuyên nên dừng đi lưu diễn do bị mất thính lực trầm trọng. Giọng ca của Guns N' Roses, Axl Rose là người đứng ra thay Johnson làm giọng ca chính trong những ngày còn lại của năm đó. Tay bass lâu năm và giọng hát bè Cliff Williams rời khỏi AC/DC vào cuối chuyến lưu diễn Rock or Bust 2016 và nhóm bắt đầu giai đoạn quãng nghỉ dài 4 năm. Kế đó, ban nhạc tuyên bố tái hợp đội hình của Rock or Bust vào tháng 9 năm 2020 và cho phát hành Power Up sau đó 2 tháng.
AC/DC đã bán được hơn 200 triệu đĩa nhạc trên toàn thế giới, trong đó có 75 triệu bản album tại Hoa Kỳ, biến họ trở thành nghệ sĩ bán đĩa nhạc chạy thứ 9 mọi thời đại ở thị trường này, cũng như nắm giữ vị trí số 16 trong danh sách nghệ sĩ âm nhạc bán đĩa nhạc chạy nhất toàn thế giới. Back in Black đã tiêu thụ ước tính 50 triệu đơn vị toàn cầu, qua đó đứng hạng 3 trong số những album bán chạy nhất mọi thời đại của một nghệ sĩ và là album bán chạy nhất của một ban nhạc. Nhạc phẩm bán được 22 triệu đĩa tại Mỹ, trở thành album bán chạy thứ 6 mọi thời đại của quốc gia này. AC/DC đứng thứ 4 trong danh sách "100 nghệ sĩ hard rock xuất sắc nhất mọi thời đại" của VH1 và được MTV tôn vinh là "ban nhạc heavy metal xuất sắc thứ 7 mọi thời đại". Năm 2004, AC/DC đứng thứ 24 trong danh sách "100 nghệ sĩ xuất sắc nhất mọi thời đại" của tạp chí Rolling Stone. Nhà sản xuất nhạc Rick Rubin – tác giả một bài tiểu luận về ban nhạc viết cho danh sách của Rolling Stone đã xem AC/DC là "ban nhạc rock and roll xuất sắc nhất mọi thời đại". Năm 2011, VH1 xếp AC/DC đứng thứ 23 trong danh sách "100 nghệ sĩ xuất sắc nhất mọi thời đại" của kênh này.

## Lịch sử hoạt động

### Thành lập và tên gọi
Ba anh em Malcolm, Angus, và George Young sinh ra tại Glasgow, Scotland, chuyển tới Sydney cùng gia đình năm 1963. George là người đầu tiên theo học guitar. Anh trở thành thành viên của band nhạc the Easybeats, một trong những band nhạc thành công nhất nước Úc những năm 1960. Năm 1966, họ trở thành band nhạc rock đầu tiên ở Úc có hit nổi tiếng thế giới với ca khúc "Friday on My Mind"). Malcolm tiếp bước George chơi cho 1 band nhạc ở Newcastle, New South Wales, có tên The Velvet Underground (không phải ban nhạc The Velvet Underground ở New York). Người anh lớn nhất của họ Alex Young quyết định ở lại London để theo đuổi sở thích âm nhạc.
Tháng 11 năm 1973, Malcolm và Angus Young thành lập AC/DC sau khi ban nhạc The Velvet Underground của Malcolm tan rã, họ tuyển mộ tay bass Larry Van Kriedt, giọng ca chính Dave Evans, và tay trống Colin Burgess (thành viên cũ của Masters Apprentices).. Cái tên AC/DC được lấy ý tưởng sau khi chị gái của họ, Margaret Young thấy chữ viết tắt AC/DC trên một chiếc máy may trong nhà. AC/DC là viết tắt của "alternating current/direct current" (dòng điện xoay chiều/dòng điện một chiều). Anh em họ cảm thấy cái tên này tượng trưng được cho phong cách tràn đầy năng lượng trong phong cách biểu diễn của họ. AC/DC được phát âm rời từng chữ, mặc dù ở Úc, band được gọi là "Acca Dacca". AC/DC được thiết kế với một tia sét ở giữa chữ AC và DC, và được sử dụng ở tất cả các album, ngoại trừ phiên bản quốc tế Dirty Deeds Done Dirt Cheap.
Sau khi thành lập, sự thành công của AC/DC được thúc đẩy mạnh mẽ nhờ nhóm huyền thoại của Úc, Ray Arnold và đồng sự của ông Alan Kissack. Gene Pierson đã đặt nhóm chơi tại Bondi Lifesaver vào đêm giao thừa mừng năm mới 1973. Lúc đó, Angus Young đã tạo cho mình phong cách trình diễn trong đồng phục của trường học và đó cũng là ý tưởng của chị anh ta. Angus còn thử nhiều trang phục khác như: Spider-Man, Zorro, Gorilla, và phiên bản nhái của Superman, với tên gọi Super-Ang. Trong những ngày đầu, các thành viên của ban nhạc ăn mặc theo kiểu glam và satin (kiểu cách, bóng bẩy), nhưng phong cách trang phục này đã bị bỏ rơi khi họ nhìn thấy nhóm nhạc Skyhooks đã áp dụng phong cách đó trên sân khấu. Anh em nhà Young quyết định rằng Evans không phù hợp là người đứng trước nhóm vì họ cảm thấy anh ta như một glam rocker giống Gary Glitter. Trên sân khấu, Evans thỉnh thoảng bị thay thế bởi người quản lý đầu tiên của nhóm Dennis Laghlin, đồng thời là ca sĩ chính nhóm Serbet sau này

### Kỷ nguyên của Bon Scott (1974 - 1980)

#### Khởi đầu (1974 - 1976)
Tháng 9 năm 1974, giọng ca chính dạn dày kinh nghiệm và bạn của George Young – Bon Scott đã thay thế vị trí của Dave Evans sau khi một người bạn khác của Young là Vince Lovegrove tiến cử Scott cho Young. Buổi hẹn với Scott lại trùng thời điểm ông đang làm tài xế riêng cho ban nhạc lúc bấy giờ, để rồi ông có một buổi thử giọng và giành được vị trí hát chính. Giống như anh em nhà Young, Scott chào đời tại Scotland và di cư đến Úc để sinh sống lúc còn bé. Ban nhạc đã thu duy nhất một đĩa đơn với Evans là đĩa "Can I Sit Next to You, Girl" / "Rockin' in the Parlour"; sau đó ca khúc được sáng tác và thu âm lại với Scott.
Đến tháng 10 năm 1974, AC/DC đã ghi âm album đầu tiên của họ với nhan đề High Voltage. Album được phát hành độc quyền tại Úc vào ngày 17 tháng 2 năm 1975, chỉ mất 10 ngày để anh em nhà Young sáng tác dựa trên các bài hát hòa tấu vời lời do Scott đảm nhiệm. Trong vài tháng, đội hình của ban nhạc đã được định hình với Scott, anh em nhà Young, tay bass Mark Evans và tay trống Phil Rudd. Vào năm kế tiếp, nhóm phát hành đĩa đơn "It's a Long Way to the Top" nhằm phục vụ một video quảng cáo nổi tiếng cho chương trình truyền hình Countdown, với sự xuất hiện của ban nhạc trên lưng một chiếc xe tải san phẳng. AC/DC cho phát hành album thứ 2 mang tên T.N.T. vào ngày 1 tháng 12 năm 1975 và nó cũng chỉ có mặt ở hai thị trường Úc và New Zealand.

#### Thành công đầu tiên và hợp đồng thu âm (1976 - 1977)

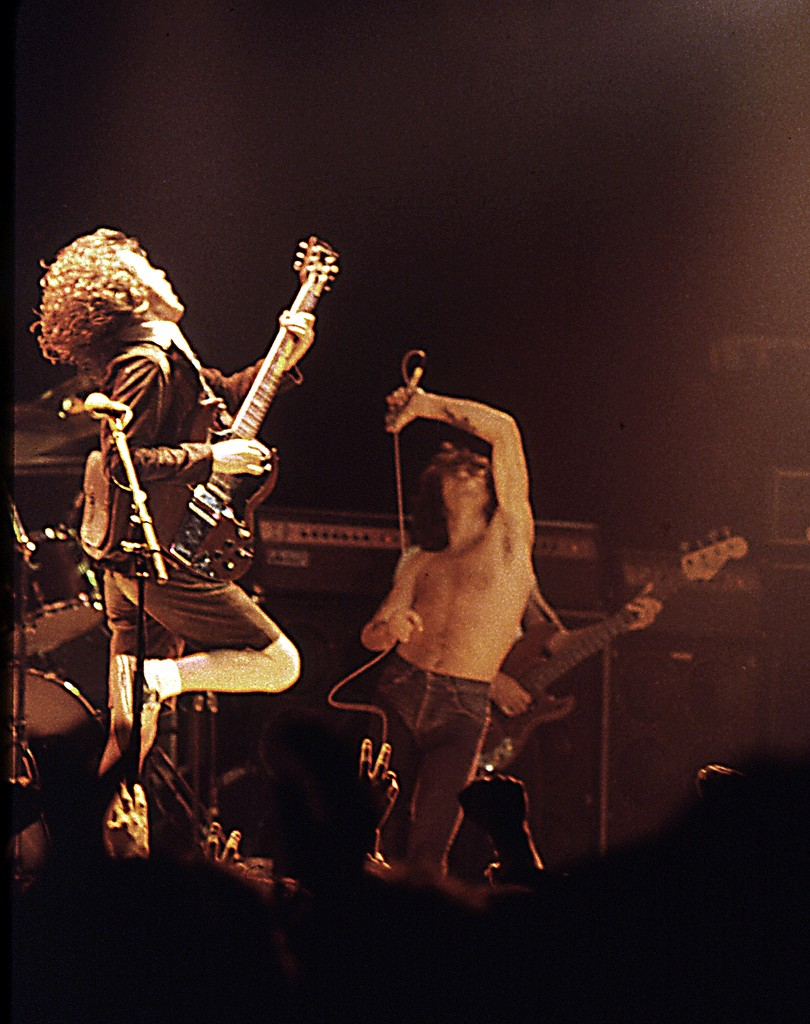
Tấm hình chụp cố giọng ca Bon Scott (ở giữa) với tay guitar Angus Young (trái) và tay bass Cliff Williams (đằng sau), biểu diễn tại Ulster Hall vào tháng 8 năm 1979.

Tay quản lý của AC/DC, Michael Browning đã gửi các bản nhạc quảng bá cho những đầu mối tại Luân Đôn nhằm thu hút sự quan tâm của Phil Carson từ hãng đĩa Atlantic Records. Năm 1976, ban nhạc ký hợp đồng quốc tế với Atlantic Records. Lúc đặt chân đến Luân Đôn, lịch diễn của AC/DC với nhóm Back Street Crawler bị hủy do Paul Kossoff qua đời. Vì thế họ phải tới những tụ điểm chơi nhạc nhỏ hơn để xây dựng cộng đồng hâm mộ riêng, kế đó hãng Atlantic đã tổ chức chuyến lưu diễn "Lock Up Your Daughters" được tài trợ bởi Sounds – tạp chí âm nhạc lớn duy nhất vẫn còn tương đối để ý đến nhạc rock truyền thống. Lúc bấy giờ, punk rock đang bùng nổ và thống trị các trang tin của những tuần báo lớn ở Anh như NME và Melody Maker. AC/DC đôi khi bị giới báo chí Anh đánh đồng với trào lưu punk rock nhưng ban nhạc lại ghét punk vì tin rằng nó là mốt sắp lỗi thời – đến mức Browning phải viết "hoàn toàn không thể tổ chức một buổi trò chuyện với AC/DC nói về punk mà không làm họ bực mình". Danh tiếng của AC/DC đã được duy trì qua những giai đoạn biến động của nhạc punk và giúp duy trì một lượng người hâm mộ họ trung thành tại Anh suốt thời gian đó. Cá nhân Angus Young còn tạo được ấn tượng với khán giả khi chìa mông vào khán giả trong những buổi trình diễn nhạc sống.

#### Kết nạp Cliff Williams và cái chết của Bon Scott (1977 - 1980)
Đến cuối năm 1977, tay bass Mark Evans bị ban nhạc sa thải. Evans miêu tả bất đồng với Angus và Malcolm là một phần nguyên nhân khiến anh ra đi. Vị trí của Evans được trám bởi Cliff Williams – tay bass giàu kinh nghiệm từng chơi cùng nhiều ban nhạc Anh từ cuối thập niên 60. Hai anh em nhà Young đều không hé lộ chi tiết về vụ việc chia tay Evans, dù cho Richard Griffiths – CEO của Epic Records và người chịu trách nhiệm bán vé cho AC/DC vào giữa thập niên 1970 về sau bình luận: "Bạn biết là Evans sẽ không hoạt động [trong ban] lâu dài, anh ấy chỉ thực sự là một chàng trai tốt". Trong cuốn tự truyện Dirty Deeds: My Life Inside/Outside of AC/DC phát hành năm 2011, Evans chủ yếu nhắc đến quãng thời gian của anh tại AC/DC và cả vụ việc bị ban sa thải.

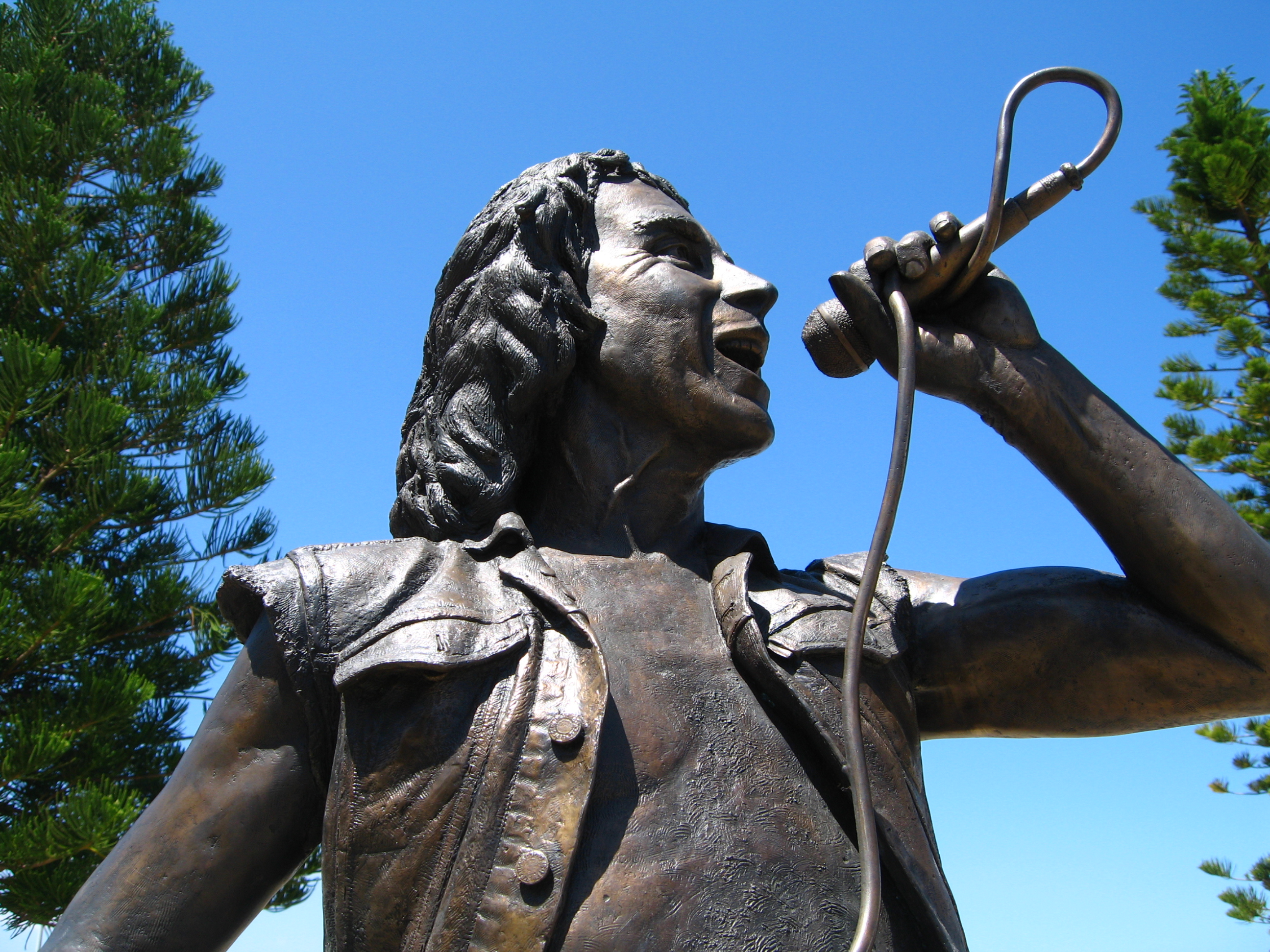
Bức tượng chân dung Bon Scott bằng đồng, được khánh thành tại Fremantle, Tây Úc vào tháng 10 năm 2008.

Sự nghiệp của AC/DC có một bước đột phá lớn trong lần hợp tác với nhà sản xuất "Mutt" Lange trong dự án album thứ 6 Highway to Hell phát hành vào năm 1979. Huyền thoại Eddie Van Halen nhấn mạnh rằng đây là bản nhạc của AC/DC mà ông yêu thích cùng với Powerage. Nhạc phẩm trở thành đĩa LP đầu tiên của AC/DC lọt vào Top 100 ở Mỹ, sau cùng đạt vị trí số 17, qua đó đưa tên tuổi của AC/DC lên hàng ngũ giới nghệ sĩ hard rock hàng đầu. Highway to Hell sở hữu ca từ thay đổi từ sắc thái hài hước và khiếm nhã sang những đề tài lấy rock làm trọng tâm hơn, tăng cường chú trọng vào giọng hát bè nhưng vẫn mang dấu ấn âm thanh đặc trưng của AC/DC: những câu riff ầm ĩ, đơn giản và nặng đô cùng các nhịp backbeat giàu tính groove.
Năm 1980, AC/DC bắt tay vào thực hiện dự án album thứ 7 có nhan đề Back in Black, nhưng khi đang trong quá trình phát triển dự án thì phát sinh biến cố. Ngày 19 tháng 2 năm 1980, Scott bất tỉnh nhân sự trong xe hơi trên đường về căn hộ của một người quen tên là Alistair Kinnear sau một đêm uống say và lạm dụng ma túy tại tụ điểm ca nhạc The Music Machine ở Camden, Luân Đôn. Theo lời Kinnear kể thì trên đường về căn hộ của mình, anh không thể đưa Scott từ trong xe hơi vào nhà vào buổi đêm, nên đã để bạn mình ngủ ngoài xe qua đêm để giảm bớt tác động của rượu. Đầu giờ tối ngày 20 tháng 2 năm 1980, do không đánh thức được Scott dậy, Kinnear liền chở ca sĩ này tới Bệnh viện King's College nằm ở Camberwell, tại đây Scott được tuyên bố là đã tử vong trên đường đến viện. Hút dịch nôn được cho là nguyên nhân dẫn đến cái chết của Scott, và nguyên nhân gây tử vong chính thức được ghi là "ngộ độc rượu cấp tính". Gia đình Scott đã chôn cất thi thể của anh tại Fremantle, Tây Úc – nơi mà họ chuyển đến sống lúc anh còn nhỏ.

### Kỷ nguyên của Brian Johnson (1980–nay)

#### Tái lập đội hình (1980 - 1983)

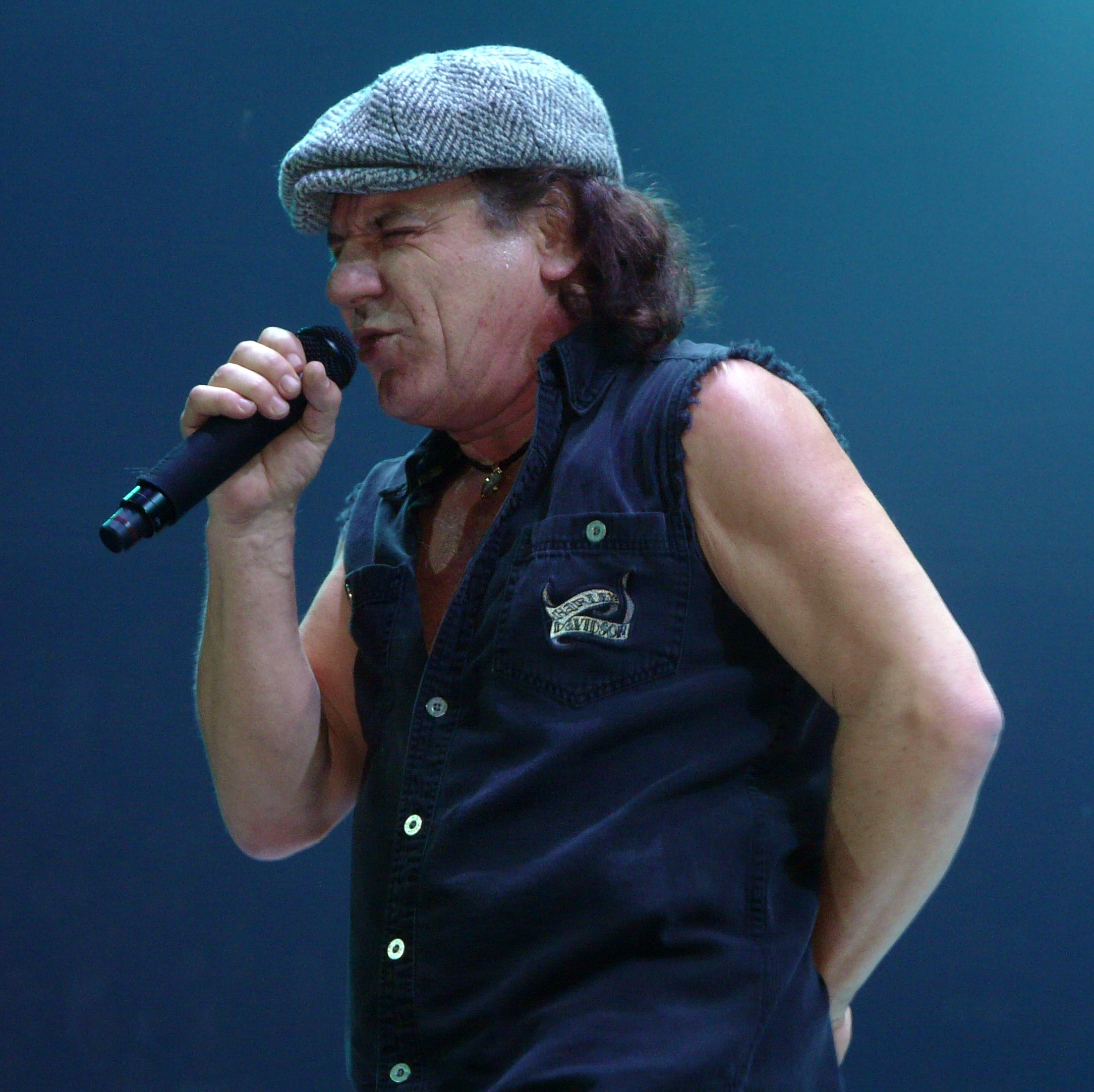
Brian Johnson trình diễn nhạc sống cùng AC/DC vào năm 2008

Sau khi Scott qua đời, AC/DC đã cân nhắc giải thể, nhưng với sự kiên định đến từ cha mẹ của Scott rằng cố ca sĩ có ước muốn ban nhạc tiếp tục hoạt động, nhóm đã quyết định làm theo tâm nguyện của anh và đi tìm một giọng ca mới. Allan Fryer của nhóm Fat Lip, Rick Wakeman – cựu giọng ca của nhóm Gary Pickford-Hopkins và ca sĩ Stevie Wright của nhóm Easybeats được giới báo chí xem là những ứng viên nặng ký nhất. Nhiều cái tên khác cũng được cất nhắc đến, chẳng hạn như Buzz Shearman - cựu thành viên của nhóm Moxy (ông từng không thể gia nhập ban nhạc vì gặp vấn đề về giọng), Noddy Holder – giọng ca của ban Slade hay Terry Slesser – cựu giọng ca của Back Street Crawler.
Theo lời khuyên của Lange, AC/DC đã lựa chọn Brian Johnson – cựu giọng ca của nhóm Geordie sau khi ông gây ấn tượng với ban nhạc. Trong buổi thử giọng, Johnson đã thể hiện bài "Whole Lotta Rosie" trích từ album Let There Be Rock của AC/DC và bài "Nutbush City Limits" của nhóm Ike & Tina Turner. Sau khi ban nhạc phải miễn cưỡng làm việc với danh sách các ứng viên còn lại trong những ngày kế tiếp, Johnson đã trở lại để thử giọng lần thứ hai.
Về sau Angus Young hồi tưởng về quá trình chiêu mộ Johnson: "Tôi nhớ lần đầu tiên mình nghe cái tên Brian (Johnson) là từ Bon. [Lúc sinh thời] Bon kể rằng anh ấy từng đi lưu diễn ở Anh một lần với một ban nhạc, và anh ấy nhắc đến Brian ở trong một ban nhạc tên là Geordie; Bon nói thế này: 'Brian Johnson, anh ấy là một ca sĩ rock and roll tuyệt vời theo phong cách của Little Richard.' Và Little Richard lại chính là thần tượng lớn của Bon. Tôi nghĩ lúc mà anh ấy nhìn thấy Brian ở thời điểm đó, Bon đã nghĩ "Ái chà, anh ta chính là người hiểu rock and roll là gì.' Anh ấy đã kể chuyện đó cho chúng tôi ở Úc. Tôi cho rằng khi chúng tôi quyết định tiếp tục, Brian là cái tên đầu tiên mà Malcom và chính tôi nghĩ đến, vì thế chúng tôi nói rằng chúng tôi nên xem liệu có thể tìm thấy anh ta không."
Ngày 29 tháng 3, Malcolm Young đã gọi Brian đến để mời nhận một vị trí trong ban nhạc, làm cho Johnson rất bất ngờ. Với sự tôn trọng dành cho Bon Scott, ban nhạc muốn chọn một giọng ca không chỉ để bắt chước theo Bon. Ngoài chất giọng có một không hai, lối hành xử và tình yêu dành cho nhạc soul và blues cổ điển, Johnson còn gây ấn tượng mạnh với ban nhạc bởi tính cách hấp dẫn. Ngày 1 tháng 4 năm 1980, Johnson được công bố chính thức là giọng ca chính của AC/DC.
Album phòng thu thứ 8 của AC/DC có nhan đề For Those About to Rock We Salute You được phát hành vào năm 1981, album bán rất chạy và được giới phê bình đón nhận tích cực. Trong album sở hữu 2 trong số những đĩa đơn nổi tiếng nhất của ban là "Let's Get It Up" và bài tiêu đề "For Those About to Rock"; hai bài này lần lượt giành hạng 13 và 15 tại Anh.

#### Thay đổi nhân sự và thành tích thương mại đi xuống (1983–1989)
AC/DC đã chia tay nhà sản xuất Mutt Lange trong lần thực hiện dự án album thứ 9 Flick of the Switch (phát hành năm 1983) nhằm tìm lại cái chất thô ráp và đơn giản trong những album đầu của nhóm, tuy nhiên hướng đi này bị xem là đi vào ngõ cụt và không để lại dấu ấn gì; một nhà phê bình từng nhận xét rằng "ban nhạc đã làm tới 9 album giống nhau". AC/DC bị bầu chọn là điểm nhấn thất vọng thứ 8 của năm 1984, trong một cuộc bầu chọn do giới độc giả của tạp chí Kerrang! thực hiện. Tuy nhiên Flick of the Switch sau cùng vẫn giành hạng 4 trên bảng xếp hạng âm nhạc của Anh, còn hai đĩa đơn "Nervous Shakedown" và "Flick of the Switch" cũng đem lại thành công nhỏ cho AC/DC.
Sau khi vật lộn với ma túy và rượu, tình bạn giữa tay trống Phil Rudd và Malcom Young trở nên xấu đi rõ rệt và sau cùng mâu thuẫn lên tới đỉnh điểm với một cuộc đánh lộn, để rồi Rudd bị sa thải giữa lúc Flick of the Switch đang được tiến hành ghi nháp. Cựu tay trống của Procol Harum, B.J. Wilson là người được lựa chọn để hoàn tất các bản nhạc, nhưng phần chơi trống của anh cuối cùng lại không được dùng đến bởi Rudd đã kịp hoàn thành nhiệm vụ của mình trước đó. Simon Wright là người thay thế vị trí của Rudd vào mùa hè năm 1983 sau khi ban nhạc tổ chức hơn 700 buổi phỏng vấn tại cả Anh và Mỹ. Tay trống lừng danh Simon Kirke của nhóm Free và Bad Company, và Paul Thompson của nhóm Roxy Music cũng nằm trong số những người đi phỏng vấn.
Album thứ 10 của AC/DC mang tên Fly on the Wall do hai anh em nhà Young sản xuất vào năm 1985 bị cho là thiếu độc đáo lẫn định hướng. Tháng 2 năm 1988, AC/DC được ghi danh tại Đại sảnh danh vọng của Hiệp hội Công nghiệp ghi âm Úc. Album phòng thu thứ 11 của ban nhạc có tựa Blow Up Your Video (phát hành năm 1988) được ghi âm tại phòng thu Studio Miraval ở Le Val, Pháp và là lần tái hợp của nhóm với hai nhà sản xuất Harry Vanda và George Young. Nhóm thu âm tới 19 ca khúc nhưng chỉ chọn 10 bài để cho vào đĩa phát hành cuối cùng; mặc dù album bị phê phán vì thừa quá nhiều chất liệu kém, nhạc phẩm vẫn gặt hái thành công về mặt thương mại.

#### Lấy lại danh tiếng (1990–1998)

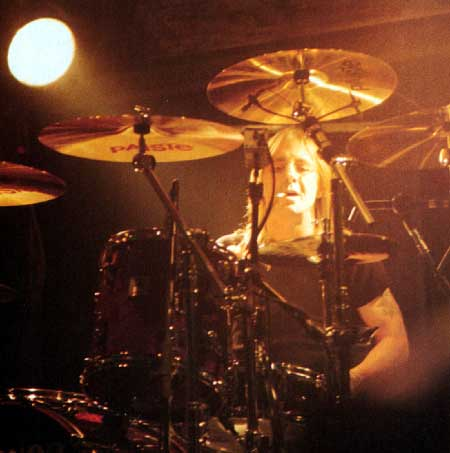
Tay trống Phil Rudd biểu diễn tại sân vận động KeyArena ở Seattle vào ngày 12 tháng 8 năm 1996 trong chuyến lưu diễn Ballbreaker World Tour.

Album thứ 12 của AC/DC, The Razors Edge được ghi âm tại Vancouver, British Columbia, Canada, đồng thời được trộn âm và xử lý kĩ thuật bởi Mike Fraser và sản xuất bởi Bruce Fairbairn (ông từng hợp tác với Aerosmith và Bon Jovi. Nhạc phẩm ra mắt vào năm 1990 và đem về cho AC/DC thành công lớn, nổi bật là hai bài hit "Thunderstruck" và "Are You Ready"; chúng lần lượt giành vị trí số 5 và 16 trên bảng xếp hạng Mainstream Rock , còn bài "Moneytalks" vươn đến vị trí thứ 23 trên Billboard Hot 100. Album nhận được chứng chỉ đa bạch kim và lọt vào top 10 tại Mỹ. Tháng 9 năm 1991, 1,6 triệu khán giá đã tới tham dự nhạc hội Monsters of Rock tổ chức tại Moskva, Nga nhằm thưởng thức không khí buổi hòa nhạc rock ngoài trời đầu tiên ở Liên Xô cũ. Sự kiện còn có sự góp mặt của Pantera, The Black Crowes và đặc biệt là Metallica, qua đó trở thành một trong những nhạc hội có nhiều khán giả nhất từ trước đến nay.
Năm 1994, Angus và Malcolm mời Rudd đến tham gia một số buổi tập dượt của ban. Cuối cùng ông được thuê trở lại để thay thế Slade; bản thân Slade cũng rất thiện chí nhường chỗ cho Rudd một phần vì tin rằng ban nhạc sẽ mạnh mẽ hơn với sự tái xuất của Rudd. Album thứ 13 của AC/DC, Ballbreaker (phát hành năm 1995) được ghi âm tại phòng thu Ocean Way Studios ở Los Angeles, tái quy tụ đội hình giai đoạn 1980–83 và sản xuất bởi Rick Rubin. Đĩa đơn đầu trích từ album là bài "Hard as a Rock", còn hai đĩa đơn còn lại là "Hail Caesar" và "Cover You in Oil".

#### Củng cố danh tiếng (1999–2013)

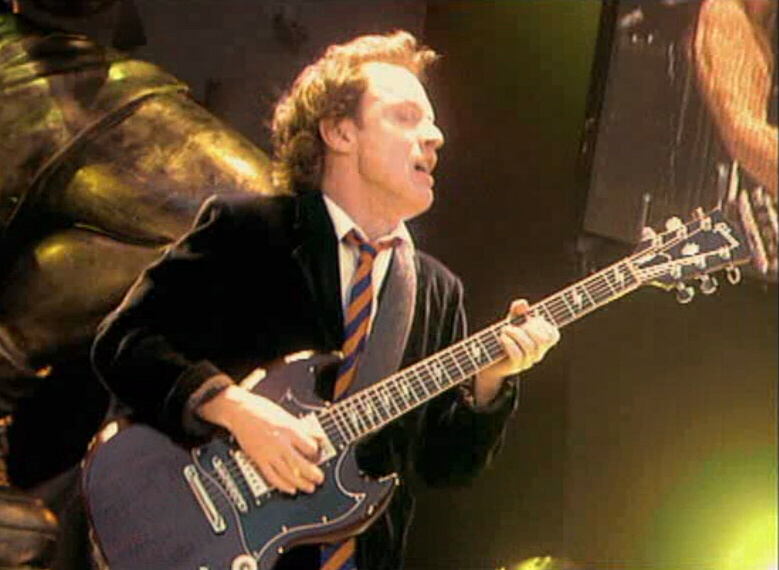
Angus Young trình diễn tại Cologne, Đức vào năm 2001 trong chuyến lưu diễn Stiff Upper Lip Tour.

Năm 1999, AC/DC cho phát hành album phòng thu thứ 14 mang tên Stiff Upper Lip do người anh cả George Young làm sản xuất tại xưởng thu Warehouse Studio Vancouver. Ra mắt vào tháng 2 năm 2000, album được giới phê bình đón nhận tốt hơn Ballbreaker nhưng bị xem là tối về mặt ý tưởng mới. Bản nhạc phát hành tại Úc có đính một đĩa tặng kèm cùng 3 video quảng bá và nhiều buổi trình diễn trực tiếp được ghi lại ở Madrid, Tây Ban Nha vào năm 1996. Stiff Upper Lip giành ngôi quán quân tại 5 quốc gia, trong đó có Argentina và Đức; hạng 2 tại 3 quốc gia gồm Tây Ban Nha, Pháp và Thụy Sĩ; hạng 3 tại Úc; hạng 5 tại Canada và Bồ Đào Nha; và hạng 7 tại Na Uy, Mỹ và Hungary. Đĩa đơn đầu trích từ album, "Stiff Upper Lip" giữ vị trí đầu bảng xếp hạng US Mainstream Rock trong 4 tuần. Ban nhạc đã biểu diễn ca khúc khi họ nhận làm khách mời xuất hiện trên Saturday Night Live vào tháng 3 năm 2000. Hai đĩa đơn khác  – "Satellite Blues" và "Safe in New York City" – cũng lần lượt giành hạng 7 và hạng 13 trên bảng xếp hạng Mainstream Rock Tracks của Billboard.
Năm 2002, AC/DC ký hợp đồng dài hạn cùng thỏa thuận phát hành nhiều album cho Sony Music; hãng đĩa này tiếp tục cho phát hành hàng loạt album được tái xử lý hậu kỳ, nằm trong loạt nhạc phẩm tái bản của AC/DC. Mỗi đĩa lại đính một cuốn sách nhỏ chứa những bức ảnh, kỷ vật hiếm kèm them các dòng ghi chú. Năm 2003, toàn bộ danh sách nhạc phẩm của ban nhạc (ngoại trừ Ballbreaker và Stiff Upper Lip) được tái chế hậu kỳ và tái phát hành. Ballbreake lên kệ vào tháng 10 năm 2005, còn Stiff Upper Lip lên kệ vào tháng 4 năm 2007. Cũng trong năm 2003, AC/DC được ghi danh tại Đại sảnh Danh vọng Rock and Roll.
Ngày 18 tháng 8 năm 2008, Columbia Records công bố cho ra mắt album phòng thu thứ 15 của AC/DC mang tên Black Ice, có mặt lần lượt tại Úc vào ngày 18 tháng 8 và toàn thế giới vào ngày 20 tháng 8. Album này gồm 15 ca khúc và là album phòng thu đầu tiên của ban nhạc lên kệ trong 8 năm, được sản xuất bởi Brendan O'Brien cũng như được hòa âm và thiết kế âm thanh bởi Mike Fraser. Giống như Stiff Upper Lip, nhạc phẩm được thực hiện tại Warehouse Studio ở Vancouver, British Columbia. Tại Mỹ, Black Ice được bày bán độc quyền ở cửa hàng Walmart và Sam's Club và website chính thức của ban nhạc.

#### Nhiều thay đổi nhân sự và tạm nghỉ (2014–2018)
Ngày 16 tháng 4 năm 2014, nhằm đáp trả những tin tức cho biết ban nhạc có thể bị giải tán do căn bệnh của Malcolm Young, Brian Johnson đã đăng bình luận rằng AC/DC sẽ không hoàn toàn bị giải tán: "Chúng tôi nhất định sẽ tụ họp cùng nhau vào tháng 5 tại Vancouver. Chúng tôi sẽ cầm những cây đàn guitar lên rồi đánh chúng và xem liệu có ai bày ra giai điệu hay ý tưởng nào không. Nếu nảy ra bất cứ giai điệu hay ý tưởng gì, chúng tôi sẽ thu âm nó." Tháng 7 năm 2014, AC/DC tuyên bố họ đã hoàn thành các bản nhạc cho dự án album kế tiếp và Stevie Young – cháu trai của Malcolm sẽ là người thay thế chính ông trong phòng thu. Ngày 23 tháng 9 năm 2014, Alberts Management xác nhận Malcolm đã chính thức rời ban nhạc. Đêm diễn cuối của Malcom ban nhạc diễn ra tại Bilbao, Tây Ban Nha vào ngày 28 tháng 6 năm 2010. Ông qua đời ngày 18 tháng 11 năm 2017, hưởng thọ 64 tuổi.

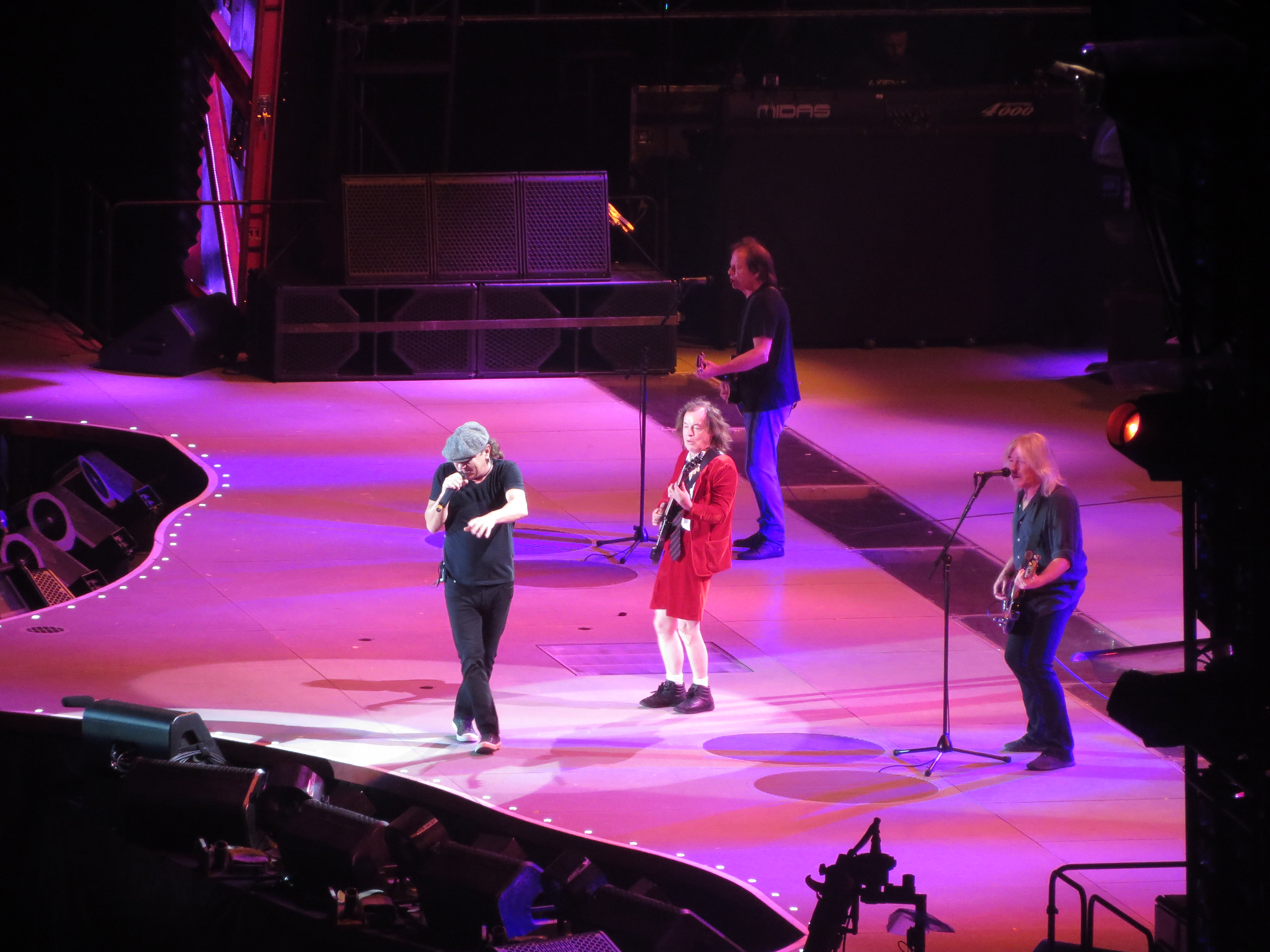
AC/DC biểu diễn tại sân vận động Estadi Olímpic Lluís Companys ở Barcelona vào ngày 29 tháng 5 năm 2015 trong chuyến lưu diễn Rock or Bust Tour.

Ngày 6 tháng 11 năm 2014, Rudd đối mặt với các cáo buộc có động cơ giết người, đe dọa mưu sát, tàng trữ methamphetamine và cần sa, sau khi cảnh sát bất ngờ đột kích vào nhà riêng của ông. Cáo buộc về động cơ giết người bị rút lại vào ngày hôm sau, nhưng các cáo buộc còn lại vẫn chưa bị rút. AC/DC đã đăng đàn, phát ngôn rõ rằng chuyến lưu diễn quảng bá Rock or Bust sẽ tiếp tục, nhưng không đề cập đến việc liệu Rudd có góp mặt không, hoặc vẫn là thành viên của ban nhạc hay không.
Ngày 19 tháng 4 năm 2016, Johnson ra thông báo chính thức rằng liên quan đến vấn đề sức khỏe của ông, do đó ông không thể đi lưu diễn. Trong bản thông báo, Johnson thừa nhận tình trạng mất thính lực của ông đang ngày một trầm trọng, nhưng cho biết vẫn có ý định tiếp tục thu âm và có thể tiếp tục đi lưu diễn nếu sức khỏe của mình được đảm bảo. Ông cũng đặc biệt dành lời cảm ơn cho Angus Young và Cliff Williams vì sự ủng hộ của họ trong thời gian ông gắn bó với AC/DC. Đêm diễn cuối của ông với AC/DC diễn ra vào ngày 26 tháng 2 năm 2016 tại Trung tâm Sprint ở thành phố Kansas. Ngày 16 tháng 4 năm 2016, AC/DC ra thông cáo về việc lựa chọn Axl Rose – giọng ca của Guns N' Roses để thay thế Brian ở vị trí hát chính trong những ngày diễn còn lại của nhóm vào năm 2016.
Ngày 8 tháng 7 năm 2016, Cliff Williams cho biết ông sẽ rời ban nhạc AC/DC trong một buổi phỏng vấn với Gulfshore Life: "Đó là những gì mà tôi biết trong 40 năm qua, nhưng sau chuyến lưu diễn này tôi sẽ rút lui khỏi chuyện lưu diễn và thu âm. Sau khi mất Malcolm, tiếp đó là Phil và giờ là Brian, ban nhạc giờ là một con thú bị biến đổi. Tôi cảm thấy trong thâm tâm mình rằng quyết định này là đúng đắn." Tại cuối chuyến lưu diễn Rock or Bust World Tour, ông phát hành video thông báo chính thức xác nhận rằng sẽ rời đi. Đêm diễn cuối của ông với AC/DC diễn ra tại Philadelphia vào ngày 20 tháng 9 năm 2016.

#### Tái hợp vàPower Up(2018–nay)
Ngày 28 tháng 9 năm 2020, AC/DC cập nhật trên tài khoản mạng xã hội của nhóm bằng một đoạn video ngắn, ghi lại hình ánh đèn neon đang chiếu sáng lên logo tia chớp biểu tượng của ban nhạc. Hành động này dẫn đến đồn đoán rằng họ "chuẩn bị thông báo sẽ tái xuất, sớm nhất có thể là vào tuần này hoặc tuần kế tiếp." Ngày hôm sau, website chính thức của AC/DC đã đổi hướng tên miền đến pwrup.acdc.com, cập nhật cửa hàng bán trực tuyến của AC/DC kèm theo dòng đăng ký email ghi tên "Power Up", làm cho nhiều người đồn đoán rằng Power Up sẽ là tựa của album.
Ngày 7 tháng 10 năm 2020, AC/DC xác nhận rằng lịch phát hành album mới của nhóm, Power Up là ngày 13 tháng 11 năm 2020, còn đĩa đơn đầu tiên trích từ album là bài "Shot in the Dark". Danh sách bài hát trong album cũng được tiết lộ trên website thông qua một cái đĩa quay quảng bá album. Angus Young còn lưu ý rằng dự án album mới có mục đích giống như Rock or Bust là để tri ân Malcolm Young, theo cách mà Back in Black được dùng đế tri ân Bon Scott.

## Phong cách nghệ thuật
AC/DC tự nhận mình là "một ban nhạc rock and roll, không hơn không kém". Theo nhận định của Stephen Thomas Erlewine từ AllMusic, họ là "một trong những nghệ sĩ điển hình của dòng hard rock vào những năm 70" và là đối trọng với sự lấn át của art rock và arena rock thời kì đó: "Nhạc rock của Ac/DC rất tối giản – bất chấp những hợp âm guitar của họ có đồ sộ và dồn dập đến đâu, ta vẫn có cái cảm giác về không gian và sự tiết chế." Theo nhà báo Alexis Petridis, âm nhạc của nhóm "về cơ bản là dòng blues rock có chủ ý theo lối bốc lửa", với ngụ ý hài hước về tình dục và lời hát về rock and roll. Học giả âm nhạc Robert McParland thì miêu tả âm thanh của ban nhạc được định hình bởi tiếng guitar rock nặng đô của hai anh em nhà Young, nhiều lớp hợp âm 5 và giọng hát nội lực. Tim Jonze viết về AC/DC trên tờ The Guardian: "Đối với một số người, AC/DC cơ bản là một nghệ sĩ nhạc heavy metal... nhưng đối với một số người khác, AC/DC lại không hoàn toàn là một ban nhạc heavy metal, họ là ban nhạc theo dòng classic rock – và việc gọi họ là một nghệ sĩ heavy metal là một hành động phản bội." Xoay quanh tranh cãi về chuyện nên phân AC/DC vào thể loại nhạc nào, McParland viết:
| “ | AC/DC sẽ khẳng định rằng họ hoàn toàn không phải là một ban nhạc metal. Âm nhạc của nhóm—ồn ào, nặng đô và thiên về giai điệu guitar—có thể được miêu tả tốt nhất qua dòng hard rock. Tuy nhiên có những người sẽ nói rằng họ hiển nhiên là một ban nhạc metal. Vấn đề ở đây là việc phân thể loại nhạc của họ. Trong khi AC/DC nhắc đến thế giới ngầm và đem đến cho thính giả của họ những 'Highway to Hell' và 'Hell's Bells', những bài hát của nhóm lại được xây dựng theo các hợp âm 5 trưởng và thứ đơn giản. Chúng không được phát triển có lề lối như nhiều tác phẩm nhạc heavy metal. Âm thanh của nhóm ồn ào và mạnh mẽ, chứ không bị đục và bị rè tiếng. | ” |

## Tôn vinh

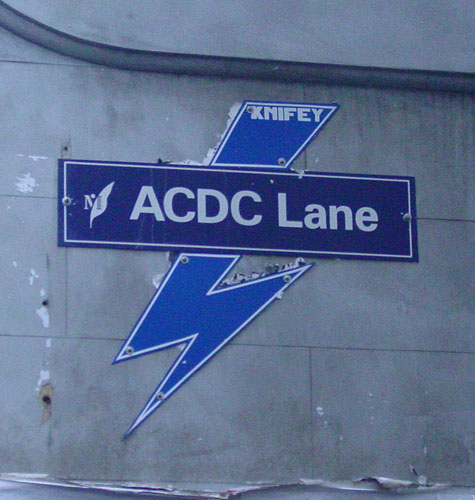
Biển hiệu của đại lộ ACDC Lane, Melbourne.

AC/DC đã phần nào tạo nên ảnh hưởng đến trào lưu làn sóng nhạc heavy metal mới của Anh (NWOBHM) nổi lên vào cuối thập niên 1970 (các đại diện tiêu biểu là Saxon và Iron Maiden) – trào lưu ra đời nhằm phản ứng trước sự thoái trào của các ban nhạc hard rock đầu những năm 1970. Năm 2007, giới phê bình ghi nhận rằng AC/DC cùng với những Thin Lizzy, UFO, Scorpions và Judas Priest nằm trong "thế hệ của những ngôi sao mới nổi đứng lên thay thế những cận vệ già đã suy yếu".
Ngày 10 tháng 3 năm 2003, AC/DC được ghi danh tại Đại sảnh Danh vọng Rock and Roll. Trong đêm trao giải, ban nhạc đã thể hiện hai bài hát "Highway to Hell" và "You Shook Me All Night Long" với giọng ca khách mời là ca sĩ Steven Tyler của Aerosmith. Ông miêu tả những hợp âm 5 của AC/DC như "sấm sét đánh từ dưới lên đem lại cho bạn cái [cảm giác] dâng trào mạnh thứ hai, nó có thể chảy xuyên qua cơ thể bạn". Trong bài phát biểu khi được ghi danh, Brian Johnson đã trích lại một câu từ bài "Let There Be Rock" năm 1977 của nhóm.
Ngày 1 tháng 10 năm 2004, một đại lộ nằm ở trung tâm Melbourne là Corporation Lane được đổi tên thành AC/DC Lane để vinh danh ban nhạc. Vì chính quyền Melbourn cấm sử dụng tên đường chứa ký tự gạch chéo, nên bốn chữ trong tên của ban nhạc được viết liền nhau. Đại lộ nằm ở gần phố Swanston – nơi AC/DC từng ghi hình MV cho bài hit "It's a Long Way to the Top" đằng sau lưng một chiếc xe tải.
Năm 2009, Hiệp hội Công nghiệp ghi âm Hoa Kỳ (RIAA) đã cập nhật doanh số bán đĩa của AC/DC từ 69 triệu bản lên 71 triệu bản, qua đó biến AC/DC thành ban nhạc bán đĩa chạy thứ 5 và nghệ sĩ bán đĩa chạy thứ 10 trong lịch sử âm nhạc Mỹ, tiêu thụ nhiều album hơn cả Madonna và Mariah Carey. RIAA cũng trao cho album Black in Black chứng nhận bạch kim kép với doanh số bán đĩa tại Mỹ là 20 triệu bản, đến năm 2007 album đã bán ra 22 triệu bản, trở thành album bán chạy thứ 5 mọi thời đại tính riêng ở Mỹ.

## Thành viên

### Thành viên hiện tại
- Angus Young – lead guitar, đôi khi hát bè (1973–nay)
- Phil Rudd – trống (1975–1983, 1994–2015, 2018–nay)[35][36]
- Cliff Williams – bass guitar, hát bè (1977–2016, 2018–nay)[35][36]
- Brian Johnson – hát chính (1980–2016, 2018–nay)[35][36]
- Stevie Young – rhythm guitar, hát bè (2014–nay; đi lưu diễn năm 1988)

### Cựu thành viên
- Malcolm Young – rhythm guitar, hát bè (1973–2014; qua đời năm 2017)
- Dave Evans – hát chính (1973–1974)
- Larry Van Kriedt – bass, saxophone (1973–1974)
- Colin Burgess – trống (1973–1974)
- Neil Smith – bass (1974)
- Ron Carpenter – trống (1974)
- Russell Coleman – trống (1974)
- Noel Taylor – trống (1974)
- Rob Bailey – bass (1974–1975)
- Peter Clack – trống (1974–1975)
- Bon Scott – hát chính (1974–1980; qua đời năm 1980)
- Paul Matters – bass (1975; qua đời năm 2020)
- Mark Evans – bass guitar (1975–1977)
- Simon Wright – trống (1983–1989)
- Chris Slade – trống (1989–1994, 2015–2016)

## Danh sách đĩa nhạc

### Album phòng thu
- High Voltage (1975) (độc quyền ở Úc)
- T.N.T. (1975) (độc quyền ở Úc)
- High Voltage (1976) (bản quốc tế)
- Dirty Deeds Done Dirt Cheap (1976)
- Let There Be Rock (1977)
- Powerage (1978)
- Highway to Hell (1979)
- Back in Black (1980)
- For Those About to Rock We Salute You (1981)
- Flick of the Switch (1983)
- Fly on the Wall (1985)
- Blow Up Your Video (1988)
- The Razors Edge (1990)
- Ballbreaker (1995)
- Stiff Upper Lip (2000)
- Black Ice (2008)
- Rock or Bust (2014)
- Power Up (2020)

## Lưu diễn
| Ngày hẹn  | Chuyến lưu diễn                                                |
| --------- | -------------------------------------------------------------- |
| 1973–1975 | Australian Clubs Tour                                          |
| 1975      | High Voltage Australian Clubs Tour                             |
| 1975–1976 | TNT/Lock Up Your Daughters Summer Vacation Tour                |
| 1976      | Lock Up Your Daughters                                         |
| 1976–1977 | Dirty Deeds Done Dirt Cheap/A Giant Dose Of Rock 'n' Roll Tour |
| 1977      | Let There Be Rock Tour                                         |
| 1978      | Powerage Tour                                                  |
| 1978–1979 | If You Want Blood Tour                                         |
| 1979–1980 | Highway to Hell Tour                                           |
| 1980–1981 | Back in Black Tour                                             |
| 1981–1982 | For Those About to Rock Tour                                   |
| 1983–1984 | Flick of the Switch Tour/Monsters of Rock Tour                 |
| 1985–1986 | Fly on the Wall Tour                                           |
| 1986      | Who Made Who Tour                                              |
| 1988      | Blow Up Your Video World Tour                                  |
| 1990–1991 | The Razors Edge World Tour                                     |
| 1996      | Ballbreaker World Tour                                         |
| 2000–2001 | Stiff Upper Lip World Tour                                     |
| 2003      | Club Dates/Rolling Stones Tour                                 |
| 2008–2010 | Black Ice World Tour                                           |
| 2015–2016 | Rock or Bust World Tour                                        |